# Santeiros da Maia

## Introdução
Santeiros da Maia, designação atribuída ao movimento artístico que decorreu em Terras da Maia, próximo da cidade do Porto, ao longo de mais de cem anos. Este movimento, que terá tido início nos inicios do século XIX, atingiu o seu auge em meados do século XX. Ao longo de todos estes anos, a Maia, terá sido talvez o maior centro de produção de Arte Sacra em madeira e pedra de ançã (calcário) de Portugal.

## Santeiros da Maia
A antiga terra da Maia era formada, no passado, por uma extensa área territorial a qual englobava inúmeras freguesias compreendidas entre os rios Douro e Ave.  No início do século XIX, esta vasta área tinha sido razoavelmente diminuída, estando reduzida a cinquenta e duas freguesias. É durante este século que vamos assistir a uma série de reformas na divisão administrativa do território nacional, reformas essas que levaram ao desmembramento do concelho da Maia. Com o Decreto de 6 de novembro de 1836, que foi responsável pela mais importante reforma administrativa do território nacional, muitas das freguesias então existentes no concelho da Maia foram desanexadas, entre elas São Mamede Coronado e São Romão do Cornado, que passaram para o concelho de Santo Tirso. Em 1858, o concelho da Maia estava reduzido a vinte freguesias.

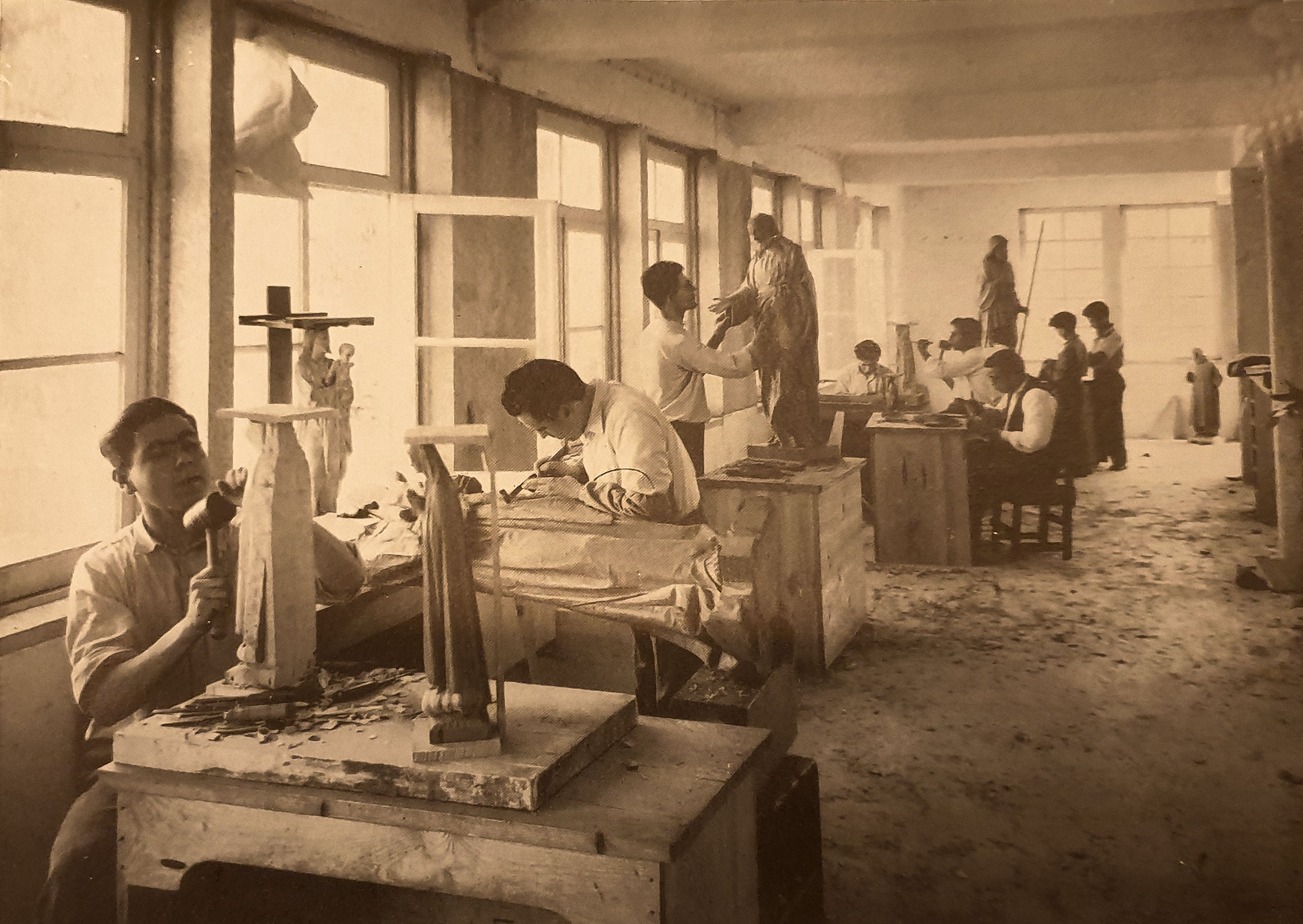
Oficina de José Ferreira Thedim nos anos cinquenta do século XX.

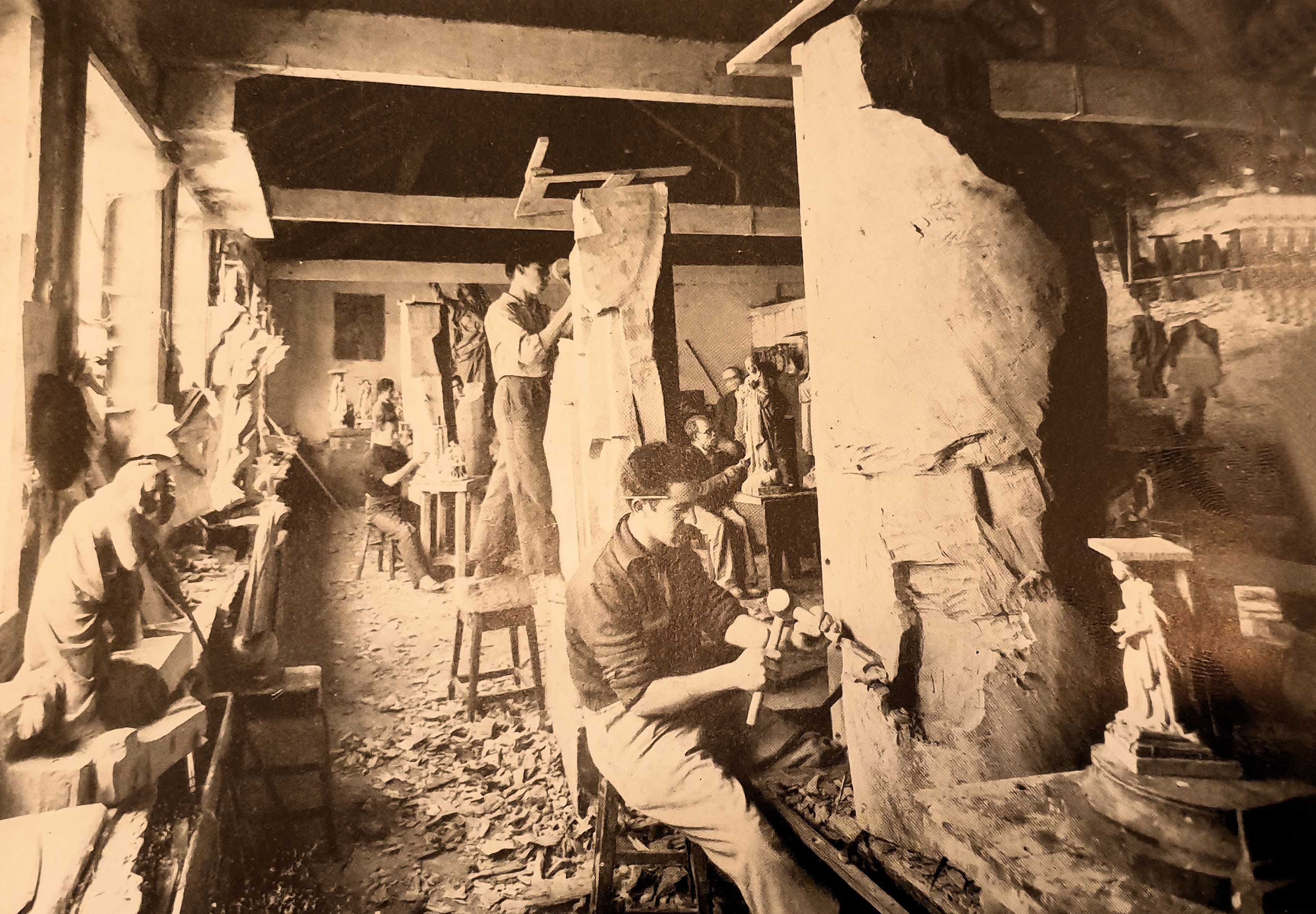
Oficina de Maias & Irmãos nos anos cinquenta do século XX.

É neste contexto que, nos inícios do século XIX, surgem os “Santeiros da Maia”. Santeiros da Maia é a designação atribuída aos homens que, na antiga terra da Maia, tinham como profissão fazer santos, ou seja, esculpir imagens religiosas. O aparecimento dos santeiros esteve ligado à grande procura de mão de obra que surgiu nessa altura, não só em Portugal como em outros países, para construir altares e imagens religiosas. Foram muitos os homens da Maia, provavelmente carpinteiros de profissão, que responderam a este desafio e rapidamente se transformaram em entalhadores e escultores. É compreensível esta mudança, uma vez que este novo trabalho era mais bem remunerado e não escasseava, muito pelo contrário. Apesar de não possuírem formação artística, estes primitivos artesãos eram homens habilidosos e criativos. Foram eles que, de forma autónoma e inteligente, aprimoraram a sua arte, criaram oficinas, formaram aprendizes e transmitiram aos descendentes os seus conhecimentos. Este movimento artístico, se é que assim o podemos designar, terá tido origem próximo do Lugar do Castêlo, que era o centro do concelho da Maia, uma vez que era lá que estava situado o centro administrativo do concelho, ou seja, a Câmara Municipal. Convém referir que este movimente artístico rapidamente se espalhou pelas freguesias vizinhas, nomeadamente pela antiga freguesia maiata de São Mamede do Coronado. O auge da produção artística dos Santeiros da Maia terá sido atingido por volta dos anos cinquenta ou sessenta do século XX, a partir do qual entrou em declínio até aos finais do século XX.
Como já referimos anteriormente, alguns carpinteiros tentaram esculpir em bocados de madeira imagens de cristo crucificado. Entre esses homens estiveram José Ferreira Thedim (1832-1898) e Joaquim de Sousa Oliveira Maia (1854-1928), pela mão dos quais viriam a nascer as primeiras oficinas. A dos Maias & Irmãos, situada em Santa Maria de Avioso e a de José Ferreira Thedim (Filho) (1866-1918), na freguesia de São Mamede de Coronado, Santo Tirso, inicialmente no Lugar de Fontes e depois no Lugar de Brêto. Estas duas oficinas e estas duas famílias foram muito importantes na continuidade da escultura religiosa em Portugal, dando origem às duas maiores dinastias dos Santeiros da Maia: a dos Thedim e a dos Maia, as quais mantiveram ao longo dos anos uma saudável concorrência artística e comercial. As várias gerações de descendentes destas famílias deram continuidade ao ofício de santeiro, tendo uns trabalhado por conta de outrem, outros trabalhado sós e outros criaram as suas próprias oficinas e tornaram-se Mestres. José Ferreira Thedim (neto) (1891-1971) ficou bastante conhecido por sido responsável pela primeira escultura da Nossa Senhora do Rosário de Fátima, em 1920. Amálio Maia (1895-1986) por ter adquirido aos seus irmãos as cotas da oficina Maias & Irmãos, tornou-se o seu único proprietário e o único responsável pelo seu funcionamento. Ampliou as instalações da oficina, contratou novos colaboradores e aprendizes, transformando a firma Maias & Irmãos numa das maiores e mais dinâmica firma de escultura religiosa em Portugal. Ao longo de cinco décadas saíram da sua oficina milhares de imagens religiosas, das mais variadas dimensões e nos mais diversos materiais, as quais se encontram espalhadas não só por Portugal, mas também por inúmeros países estrangeiros.
Seria injusto não referir aqui outros nomes de destaque entre os Santeiros da Maia: Avelino Moreira Vinhas (1912-), Guilherme Ferreira Thedim (1900-1985), Manuel de Oliveira e Sá (1889-1930), Martinho de Sousa e Sá (1917-), Américo de Sousa Oliveira Maia (1883 -1949), Germano de Oliveira Maia (1898-1968), Joaquim da Costa Senra (1847-1921), Manoel Monteiro de Carvalho (1852-1937), e muitos e muitos outros nomes que saem fora do âmbito deste trabalho.
O termo santeiro é um termo popular um tanto ou quanto depreciativo, o qual é usado para designar o artesão habilidoso, sendo o termo escultor usado para aqueles artistas que possuem formação académica. Convém referir que se muitos destes santeiros tivessem tido condições económicas e sociais que lhes permitissem o acesso a formação artística, estamos convencidos que seriam atualmente escultures de renome, reconhecidos e conceituados. Por este motivo, já há muito tempo que se costuma designar estes artesãos por escultores-santeiros.

Até 1836 São Mamede Coronado fazia parte do Concelho da Maia. De 1836 a 1998, São Mamede Cornado fez parte do Concelho de Santo Tirso e, de 1998 até ao presente, passou a fazer parte do concelho da Trofa. Em 2013, foi criada a freguesia de Coronado, que resultou da fusão entre as freguesias de São Mamede Coronado e São Romão de Coronado, as quais foram extintas.